# Робер Оссейн
Робе́р Оссе́йн (фр. Robert Hossein, справжнє ім'я — Abraham Hosseinoff; нар. 30 грудня 1927, Париж, Франція — 31 грудня 2020) — французький кіноактор, театральний режисер.

## Життєпис
Батько актора, Андре Оссейн (при народженні Aminoullah Hosseinoff) — батько мав азербайджанське коріння, був зороастричного сповідання і походив з Самарканду. Він працював диригентом і композитором, писав музику до синових кінофільмів. Мати, Анна Мінковскі (Anne Mincovschi), мала єврейське походження з Сорок (територія сучасної Молдови) і працювала професійною акторкою.
Робер Оссейн навчався в Паризьких мистецьких школах, зокрема, у Рене Симона й Тані Балашової. Був прихильником зороастризму, але у віці сорока років був охрещеним у римо-католицизмі.
Робер Оссейн здобув першу популярність в «театрі жахів», де був постановником багатьох спектаклів.
Кінодебют — у фільмі Р. Каденака «Набережна блондинок» (1954). 1955 — зняв свій фільм «Негідники вирушають у пекло» зі своєю першою дружиною Мариною Владі, яка грала також і в наступних його фільмах: «Простіть наші гріхи», «Ти — отрута», «Ночі шпигунів».
Зі своєю новою дружиною Марі-Франс Пізьє Робер Оссейн знявся у фільмах: «Смерть убивці», «Кола під очима», «Упир з Дюссельдорфа», «Канат, кольт», «Точка падіння».
Найбільший успіх Робер Оссейн мав у ролі Жофрея де Пейрака в серії фільмів Р. Бордері про Анжеліку: «Анжеліка та король», «Невгамовна Анжеліка» тощо.
Робер Оссейн знімався у відомих режисерів, зокрема, Клода Лелюша. Незважаючи на популярність його фільмів, Робер Оссейн був відданий театру: очолював Національний Народний театр у Реймсі, в паризькому палаці спорту ставив епопеї з численними масованками: «Дантон і Робесп'єр», «Людина на ім'я Ісус», «Собор Паризької Богоматері».

## Приватне життя
- перша дружина — Марина Владі, одружилися в 1955, коли їй було 17 років, а йому 28. Народила двох синів.
- друга дружина — Каролін Ельяшеф, одружилися в 1962, коли їй було 15 років, а йому 35. Народила сина.
- партнерка — Мішель Ватрен (1973) загинула в автокатастрофі (1974).
- третя дружина — Кандіс Пату, одружилися в 1976, коли йому було 49 років. Народила сина.

Помер 31 грудня 2020 в одній з паризьких лікарень внаслідок проблем з диханням від перенесеного Covid-19.

## Літературна діяльність
Автор книг мемуарів: «Сліпий вартовий» і «Кочівники без племен».

## Фільмографія
Грав у фільмах: «Вирок» (1958), «Анжеліка, маркіза янголів (фільм, 1964)» (1964), «Грім небесний» (1965), «Анжеліка і король» (1966), «Людина, що зрадила мафію» (1967), «Якби Дон Жуан був жінкою» (1973), «Професіонал» (1981) тощо.